# 蟹江憲史
蟹江 憲史（かにえ のりちか、1969年 - ）は、日本の環境学者。慶應義塾大学環境情報学部教授。専門は国際関係論、環境政策学。

## 略歴
国際連合大学高等研究所、東京工業大学大学院准教授を経て、2015年より現職。

## 学歴
- 1994年3月 慶應義塾大学総合政策学部 卒業
- 1996年3月 慶應義塾大学大学院政策・メディア研究科修士課程 修了
- 2000年3月 慶應義塾大学大学院政策・メディア研究科博士課程 単位取得退学
- 2001年4月 博士（政策・メディア、慶應義塾大学）

## 職歴
- 1999年11月 国際連合大学高等研究所客員リサーチ・アソシエイト
- 2000年4月 北九州大学（現:北九州市立大学）法学部講師
- 2001年10月 北九州市立大学法学部助教授
- 2003年4月 東京工業大学大学院社会理工学研究科 助教授
- 2007年4月 東京工業大学大学院社会理工学研究科 准教授
- 2009年8月 パリ政治学院客員教授
- 2015年4月 慶應義塾大学大学院政策・メディア研究科 教授
- 2015年4月 東京工業大学大学院社会理工学研究科 連携教授

## 著書

### 単書
- 『地球環境外交と国内政策』（慶應義塾大学出版会、2001年）
- 『環境政治学入門 地球環境問題の国際的解決へのアプローチ』（丸善出版、2004年）

### 編書
- 『持続可能な開発目標とは何か』（ミネルヴァ書房、2017年）